# Venturia catarinensis
Venturia catarinensis är en stekelart som beskrevs av David B. Wahl 1984. Venturia catarinensis ingår i släktet Venturia och familjen brokparasitsteklar. Inga underarter finns listade i Catalogue of Life.